# 2005年中国大陆矿难列表
本条目旨在列举发生在2005年中国大陆的较重大矿难。据中国大陆官方统计，2005年中国大陆煤矿矿难共造成5938人死亡。

## 1月
- 1月7日，河南省渑池县矿难4死
- 1月12日，河南省宜阳县矿难11死9伤
- 1月14日，内蒙古锡林郭勒盟阿拉坦合力苏木煤矿透水事故，五名矿工被困井下。
- 1月16日，重庆南川市矿难12死
- 1月20日，云南省富源县大河镇祥兴煤矿瓦斯爆炸事故，5人死亡，4人受伤。
- 1月21日，辽宁省调兵山市矿难9死4伤。
- 1月21日，甘肃窑街煤电公司三矿，水害事故，5人死亡。
- 1月25日，山西大同市浑源县黄花滩乡八河涧村西沟煤矿，瓦斯中毒事件，7人死亡。

## 2月
- 2月1日，重庆石柱县壁岩煤矿，坍塌事故，1人死亡，1人受伤。
- 2月14日，辽宁省阜新市孙家湾煤矿发生瓦斯爆炸事故，214人死亡，30人受伤。见孙家湾矿难
- 2月15日14时30分，云南曲靖市富源县竹园镇松林村一非法煤矿发生瓦斯爆炸事故。截止2月18日0时30分共抢救出42人，其中27人死亡，15人受伤。
- 2月17日，云南省富源县矿难24死14伤3人失踪。
- 2月26日，重庆市铜梁县矿难2死2伤。

## 3月
- 3月9日，山西交城发生矿难，29人遇难，69人生死不明

- 3月10日，山西灵石发生矿难，6人遇难
- 3月14日，黑龙江七台河发生矿难，18人遇难
- 3月17日，奉节县苏龙寺煤矿发生特大瓦斯爆炸事故，19名矿工遇难
- 3月19日，山西朔州细水煤矿发生爆炸，72名矿工遇难

## 4月
- 4月5日，重庆合川矿难确认23人死亡
- 4月24日7时，吉林省蛟河市腾达煤矿，井下发生透水事故，有69人被困井下，经抢救，其中39人生还，30名死亡。
- 4月28日21时15分，陕西渭南市韩城市西韩工贸公司上峪口煤矿发生瓦斯爆炸事故，当时井下有32人作业，其中，10人生还，22人死亡。

## 5月
- 5月11日，黑龙江七台河发生矿难，9名矿工遇难
- 5月12日，四川攀枝花金江畔海煤矿发生瓦斯爆炸，17名矿工遇难
- 5月16日，内蒙古煤井爆炸，造成5人死亡、7人重伤
- 5月19日，河北省承德市暖儿河煤矿发生特大瓦斯爆炸事故，45人死亡，5名被困

## 6月
- 6月8日11时0分，湖南娄底市冷水江市资江煤矿-200水平四石门揭煤时发生煤与瓦斯突出事故，当时井下有232名作业人员，有210人脱险出井，造成22人死亡。
- 6月22日，繁峙县义兴寨金矿松洞沟零号脉王全全洞发生爆炸，37人遇难

## 7月
- 7月2日14时30分，山西忻州地区宁武县阳方口镇贾家堡煤矿井下发生瓦斯爆炸事故，造成36人死亡，11人受伤。
- 7月11日，新疆阜康矿难83名矿工遇难
- 7月14日，广东兴宁矿难16名矿工遇难
- 7月14日，奉节金泉煤矿发生瓦斯爆炸3人死亡
- 7月19日，陕西铜川市瓦斯爆炸26名矿工遇难[2]

## 8月
- 8月1日，四川大竹县田坝煤矿发生透水事故5名矿工被困，生死不明
- 8月2日，河南省禹州市兴发煤矿矿难26人遇难
- 8月3日，邯郸县康庄乡桃顶山煤矿井下发生特大火灾事故，13名矿工全部丧生
- 8月7日13时30分，广东省梅州市兴宁市王槐镇大兴煤矿-420掘进工作面发生透水事故，井下有123名工人被困。见广东大兴矿难
- 8月8日，贵州省六盘水市水城县湾子煤矿瓦斯爆炸，14人死亡，2人失踪
- 8月25日20时0分，四川成都市大邑县出阝江煤矿发生一起瓦斯爆炸事故，造成4人死亡。
- 8月25日19时30分，贵州遵义市仁怀县大坝镇竹林湾煤矿发生煤与瓦斯突出事故，造成15人死亡。

- 8月30日3时0分，新疆昌吉州木垒县孙家沟煤矿（乡镇），在停产整顿期间，打开采仓密闭，造成4人CO气体中毒死亡。
- 8月30日14时10分，重庆垫江县武槽煤矿（乡镇B类，五证全）井下发生瓦斯窒息事故，死亡1人。

## 9月
- 9月10日，贵州省天柱县凤城镇大豪煤矿发生透水事故，10矿工遇难
- 9月11日，黑龙江省双鸭山矿难，14名矿工遇难，１名下落不明
- 9月29日9时36分，云南曲靖市麒麟区东山镇嘉兴煤业有限公司小窑沟煤矿，发生瓦斯突出事故，造成7人被困。

## 10月
- 10月4日，新疆拜城县亚吐尔煤矿14人死亡
- 10月4日21时15分，广安市广安区境内，四川省煤炭产业集团公司所属广能集团龙滩煤矿发生透水事故，造成28人死亡。
- 10月31日16时50分，山西省忻州市原平市长梁沟镇坟合峁煤矿发生瓦斯爆炸事故，造成15人死亡，1人受伤。另外，与该矿相邻的小三沟煤矿也受到波及，造成1人死亡，1人被困。
- 10月30日14时0分，辽宁辽阳市灯塔市铧子镇别槽煤矿井下发生瓦斯爆炸，死亡4人。

## 11月
- 11月6日晚，河北邢台县会宁镇尚汪庄康立石膏矿发生坍塌事故，其中32人死亡，33人受伤，4人下落不明。（页面存档备份，存于）
- 11月6日6时10分，山西太原市清徐县东于镇太平煤矿（乡镇，6万吨／年，证照齐全）发生瓦斯爆炸事故，当班井下有31人作业，15人安全生井，16人遇难。
- 11月18日6时50分，贵州省六盘水市水城县蟠龙乡沙沟煤矿发生瓦斯爆炸事故，截止11月21日，已找到13名遇难者，还有3人下落不明。
- 11月19日5时0分，河北邢台市内丘县远大煤矿（乡镇B类、证照齐全）发生透水事故，造成14人死亡。
- 11月20日9时0分，山西吕梁市孝义市阳泉曲镇魏南庄煤矿因电缆燃烧引发民爆物品爆炸，当班入井18人，13人自行出井，5人窒息死亡。
- 11月25日9时40分，河北邯郸市武安市团城乡高村煤矿发生透水事故，该矿3人下井实施自救也被困，井下共计18人被困。
- 11月25日8时10分，云南曲靖市宣威县文兴乡尖山煤矿（乡镇矿证照齐全）发生瓦斯爆炸事故，造成6人死亡，2人下落不明，3人受伤。
- 11月26日23时0分，四川雅安市石棉县龙头石水电站工程导流洞出口处，发生坍塌事故，造成5人死亡，3人受伤。
- 11月27日3时0分，湖南常德市武陵区广福桥煤矿（国有地方）井下发生透水事故，3人失踪。
- 11月27日，黑龙江七台河东风煤矿发生爆炸，171人遇难，其中包括169名井下矿工、2名地面人员。见黑龙江东风矿难
- 11月28日15时0分，山东泰安市岱岳区角峪矿业有限公司一号铁矿，井下发生坍塌事故，死亡4人。

## 12月
- 12月1日1时35分，北京昊华能源股份有限公司木城涧煤矿发生一起其它事故，造成1人死亡。
- 12月2日10时40分，湖北黄石市大治县还地桥镇桐梓沟煤矿井下发生一起顶板事故，造成2人死亡，1人被困。
- 12月2日6时30分，安徽芜湖市繁昌县峨山乡建业煤矿（股份技改矿）井下发生一起顶板事故，10名矿工被困井下，死亡2人。
- 12月2日6时58分，贵州六盘水水城县阿嘎乡仲河煤矿，当班31名矿工中，除15人获救外，16名矿工遇难。
- 12月3日，河南新安县石寺镇寺沟煤矿发生透水事故，39名矿工遇难，3人下落不明。（页面存档备份，存于）
- 12月5日，河北张家口市蔚县涌泉庄乡西坡煤矿发生爆炸，至少造成5人死亡，1人失踪。
- 12月7日，河北省唐山市开平区刘官屯煤矿发生瓦斯爆炸，死亡人数91人，17人下落不明。（页面存档备份，存于），见唐山刘官屯矿难
- 12月7日，湖南涟源市新坪煤矿发生一起瓦斯突出事件，2人死亡，1人失踪。
- 12月8日，吉林省长春市双阳区双顶子煤矿发生透水事故，7人被困。
- 12月8日，陕西铜川矿务局陈家山煤矿事故抢险过程中发生意外，死亡1 人重伤2人
- 12月19日，贵州遵义县三渡镇鑫源煤矿冒顶事故，所幸被困18人全部获救
- 12月19日，陕西省渭南市澄城县马家河煤矿发生瓦斯燃烧事故，7人死亡，3人受伤。
- 12月20日，重庆綦江安稳镇罗天煤矿发生瓦斯突出事故，死1人，伤8人，失踪4人
- 12月22日，四川省都江堰至汶川高速公路隧道工程瓦斯爆炸，已死亡42人，伤11人
- 12月24日，贵州省盘南公司响水煤矿发生火灾事故，12人被困，已确认无生还希望。
- 12月28日，山西省左云县店湾镇范家寺煤矿发生透水事故，7名矿工遇难，10人失踪。